# Нижній Новгород (аеропорт)
Аеропорт Стригіно також Аеропорт Нижній Новгород (IATA: GOJ, ICAO: UWGG) — міжнародний аеропорт федерального значення, який обслуговує Нижній Новгород  і Нижньогородську область. Розташований в західній частині Автозаводського району Нижнього Новгорода, за 18 км на північний захід від центру міста. Є аеродромом спільного базування — крім цивільної авіації, тут базується 675-й авіаполк особливого призначення авіації Внутрішніх військ МВС РФ (літаки Іл-76).

## Типи повітряних суден, що приймаються аеропортом
Ил-62, Ил-76, Ил-86, Airbus A319, Airbus A320, Airbus A321, Boeing 737, Boeing 757, Boeing 767, Sukhoi Superjet 100 і всі інші легші, а також вертольоти всіх типів.

## Транспортне сполучення
Громадським транспортом  найпростіше дістатися до аеропорту від станції метро «Парк культури» 
автобуси  ; № 11, № 20;
Маршрутне таксі  : № 46; № 29.

## Авіалінії та напрямки, лютий 2021

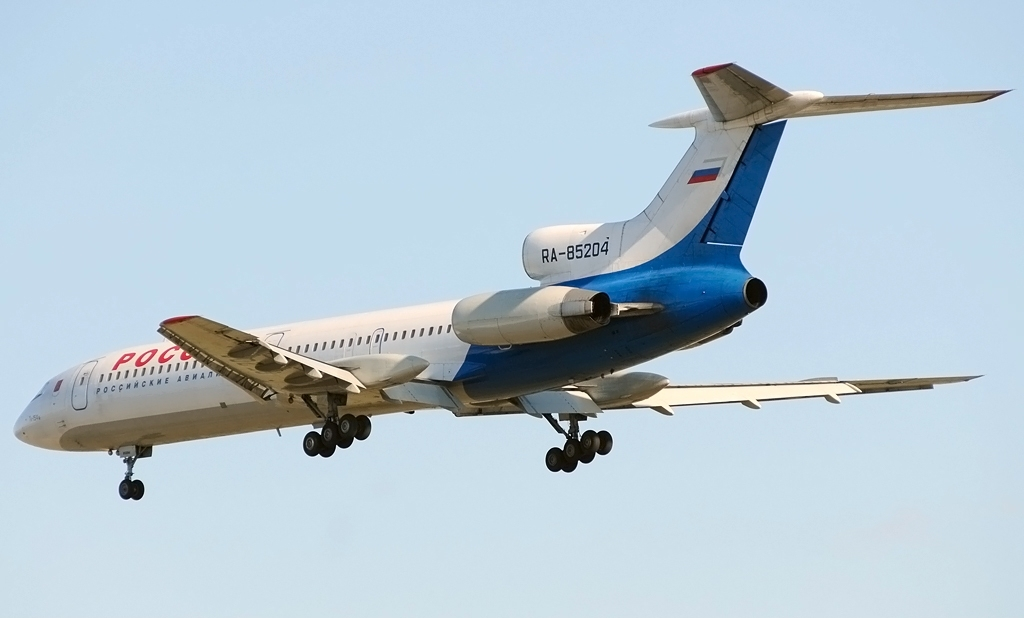
Літак Ту-154М авіакомпанії Rossiya (airline) йде на посадку в аеропорту Стригіно

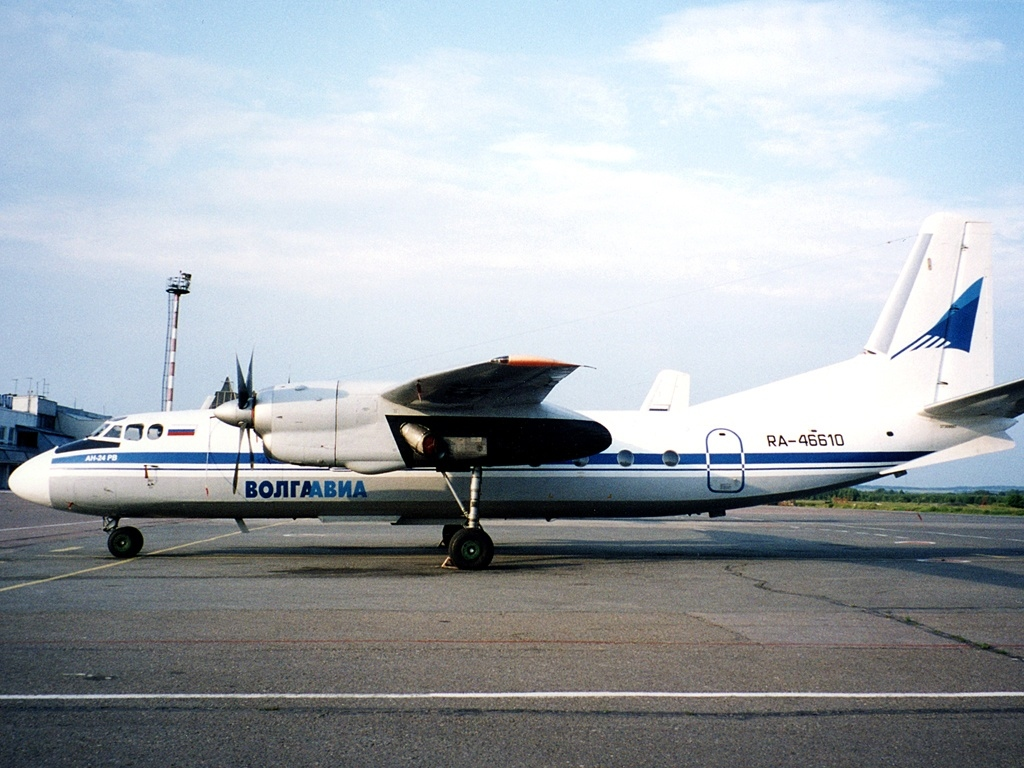
Літак Antonov An-24 авіакомпанії Air Volga

| Авіакомпанія   | Пункт призначення                                                       |
| -------------- | ----------------------------------------------------------------------- |
| Aeroflot       | Москва-Шереметьєво                                                      |
| Азимут         | Краснодар, Перм, Ростов-на-Дону, Саратов                                |
| Azur Air       | Сезонний чартер: Дубай-Аль-Мактум, Камрань, Пхукет, Санья (призупинено) |
| Belavia        | Мінськ                                                                  |
| IrAero         | Ст Петербург, Самара, Сочі, Єкатеринбург                                |
| Pegas Fly      | Калінінград, Ст Петербург, Уфа, Єреван Сезонний чартер: Пхукет          |
| Royal Flight   | Сезонний чартер: Дубай-Аль-Мактум                                       |
| Rossiya        | Сочі                                                                    |
| S7 Airlines    | Москва-Домодєдово, Новосибірськ                                         |
| Smartavia      | Сезонний: Анапа, Сімферополь                                            |
| UTair Aviation | Уфа                                                                     |
| UVT Aero       | Казань, Кемерово, Красноярськ-Ємельяново                                |
| Yamal Airlines | Сезонний чартер: Салоніки                                               |